# Terč (film)
Terč (v originále Target) je americký hraný film z roku 1985, který režíroval Arthur Penn. Američan Walter Lloyd (Gene Hackman) přijíždí se svým synem do Evropy, aby našel svou ženu, která byla unesena. Film byl natáčen ve městech Dallas, Corpus Christi (Texas), Paříž, Berlín, Lübeck a Hamburk. Studiové scény se natáčely v ateliérech v Boulogne-Billancourt u Paříže.

## Děj
Walter Lloyd žije se svou ženou a synem Chrisem v Dallasu. Manželka odjíždí na dovolenou do Paříže. Po dvou dnech se Walter Lloyd dovídá, že byla unesena. Odjíždí proto do Evropy a jeho syn se rozhodne jet s ním. Hned po příletu se ho na letišti snaží někdo zabít. Na americkém konzulátu v Paříži kontaktuje svého dávného známého. Na ulici po něm opět někdo vystřelí, ale jeho syn ho zachrání. Dozví se od otce, že byl kdysi agentem CIA a po odchodu z jejích služeb si změnil jméno a identitu. Pátrají dále společně. Odjíždějí nejprve do Hamburku za Walterovou dávnou kolegyní Lisou, která jim sežene informace. Odtud odletí do Západního Berlína, kde se chce setkat s bývalým dvojitým agentem Schroedrem, který jeho ženu unesl. Schroeder se chce pomstít za to, že mu kdysi před lety zabili ženu a dvě děti při akci, které velel Lloyd. Oba však zjistí, že za vraždou stojí tehdejší Lloydův nadřízený Barney Taber a proto nastraží léčku, při které osvobodí Lloydovu ženu a Tabera dopadnou.

## Obsazení
| Gene Hackman        | Walter Lloyd |
| Matt Dillon         | Chris Lloyd  |
| Gayle Hunnicutt     | Donna Lloyd  |
| Josef Sommer        | Barney Taber |
| Guy Boyd            | Clay         |
| Viktorija Fjodorova | Lisa         |
| Herbert Berghof     | Schroeder    |
| Ilona Grübel        | Carla        |
| James Selby         | Ross         |
| Ray Fry             | Mason        |
| Tomas Hnevsa        | Henke        |